# Münsterkirche St. Alexandri (Einbeck)

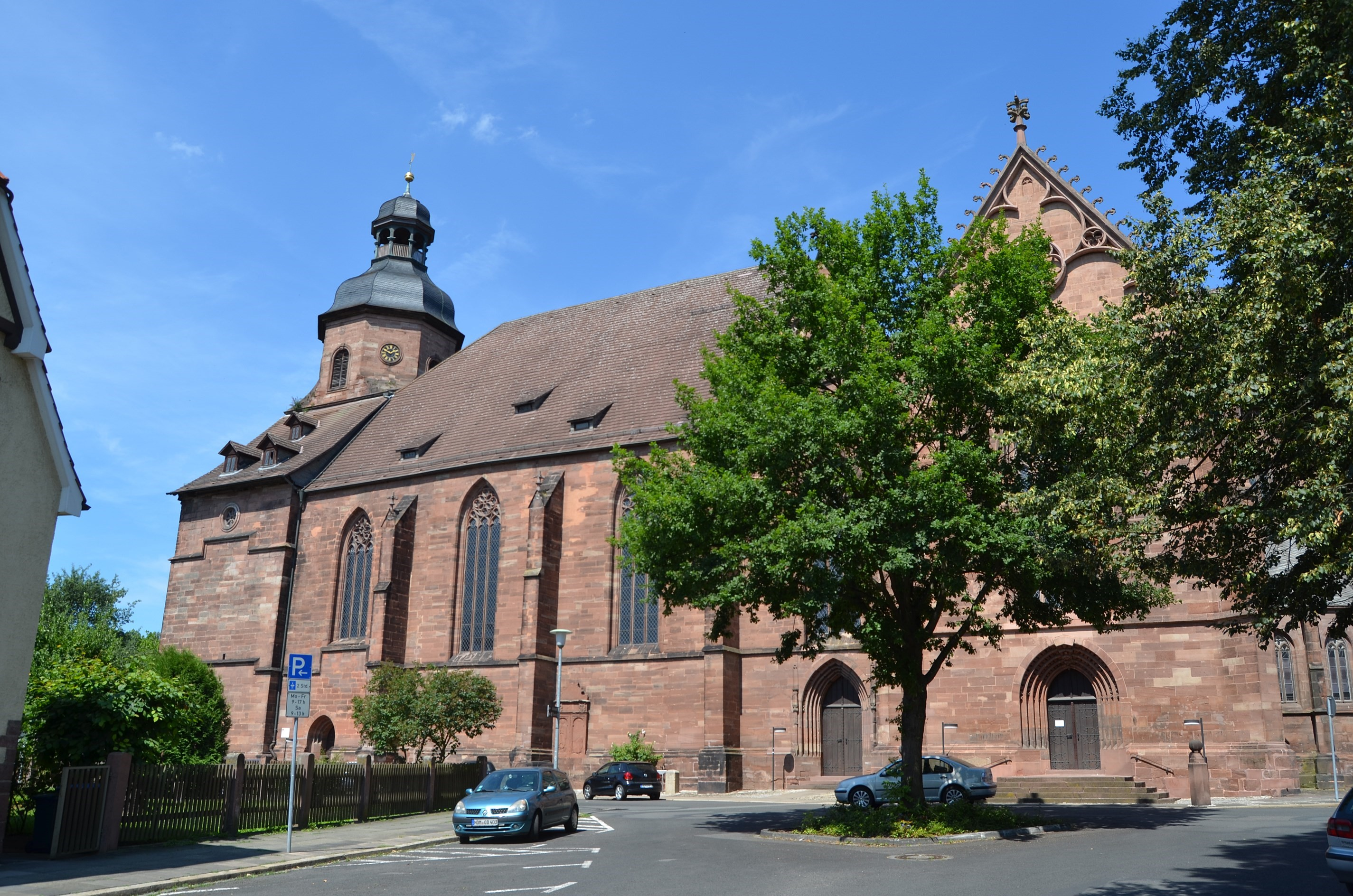
Südseite der Münsterkirche St. Alexandri

Die Münsterkirche Sankt Alexandri wurde im 11. Jahrhundert als Kollegiatstiftskirche gegründet. Sie liegt im nördlichen Teil der Altstadt von Einbeck in Südniedersachsen. Das aus Buntsandstein errichtete Gebäude ist eine der größten gotischen Hallenkirchen Norddeutschlands. Das Chorgestühl von 1288 ist das älteste datierte Chorgestühl Deutschlands.
Das Stift bestand bis ins 19. Jahrhundert. Die Münsterkirche wird heute von der ev.-luth. Kirchengemeinde Einbeck genutzt.

## Geschichte des Stifts

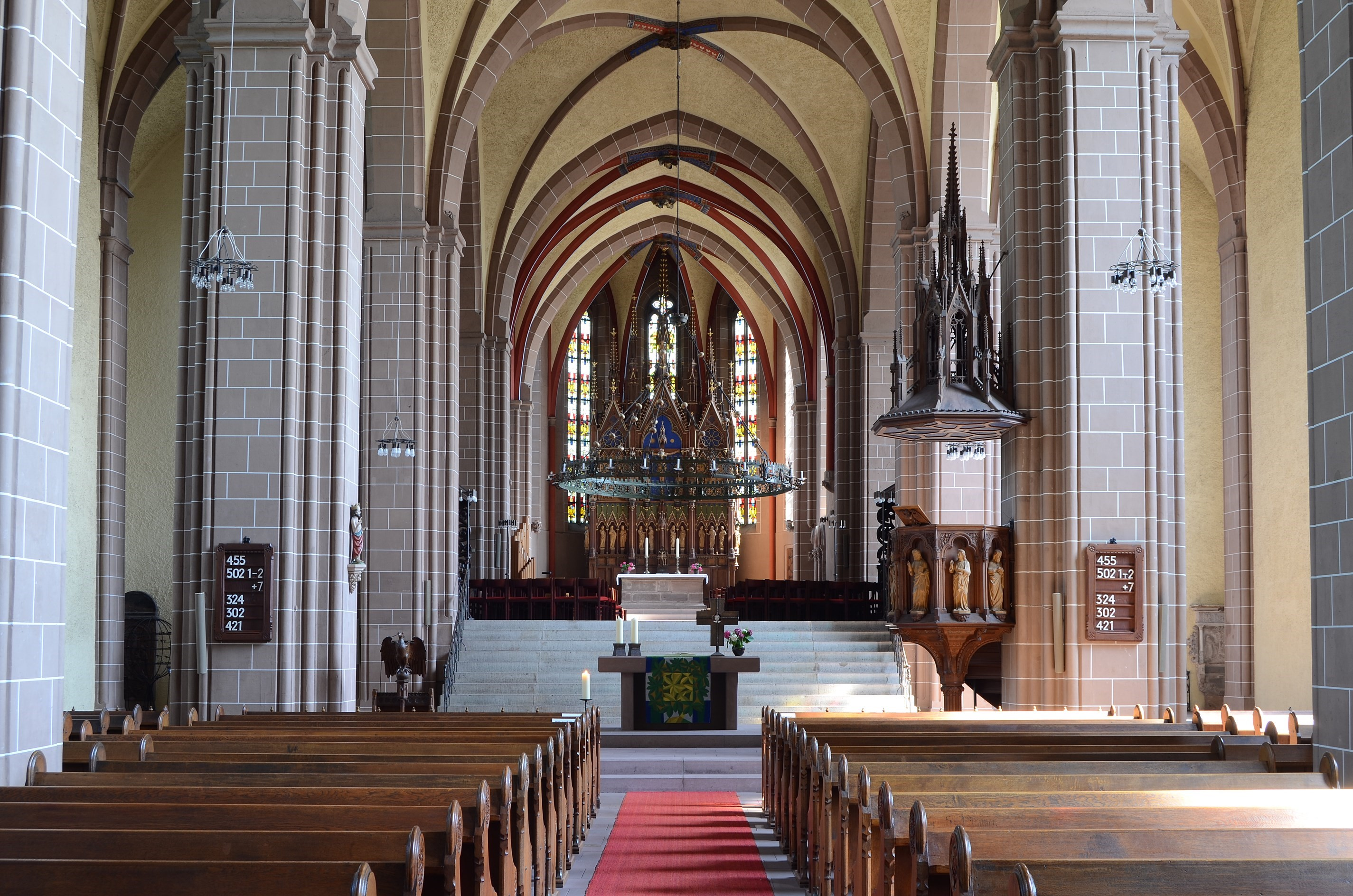
Innenansicht durch das Mittelschiff

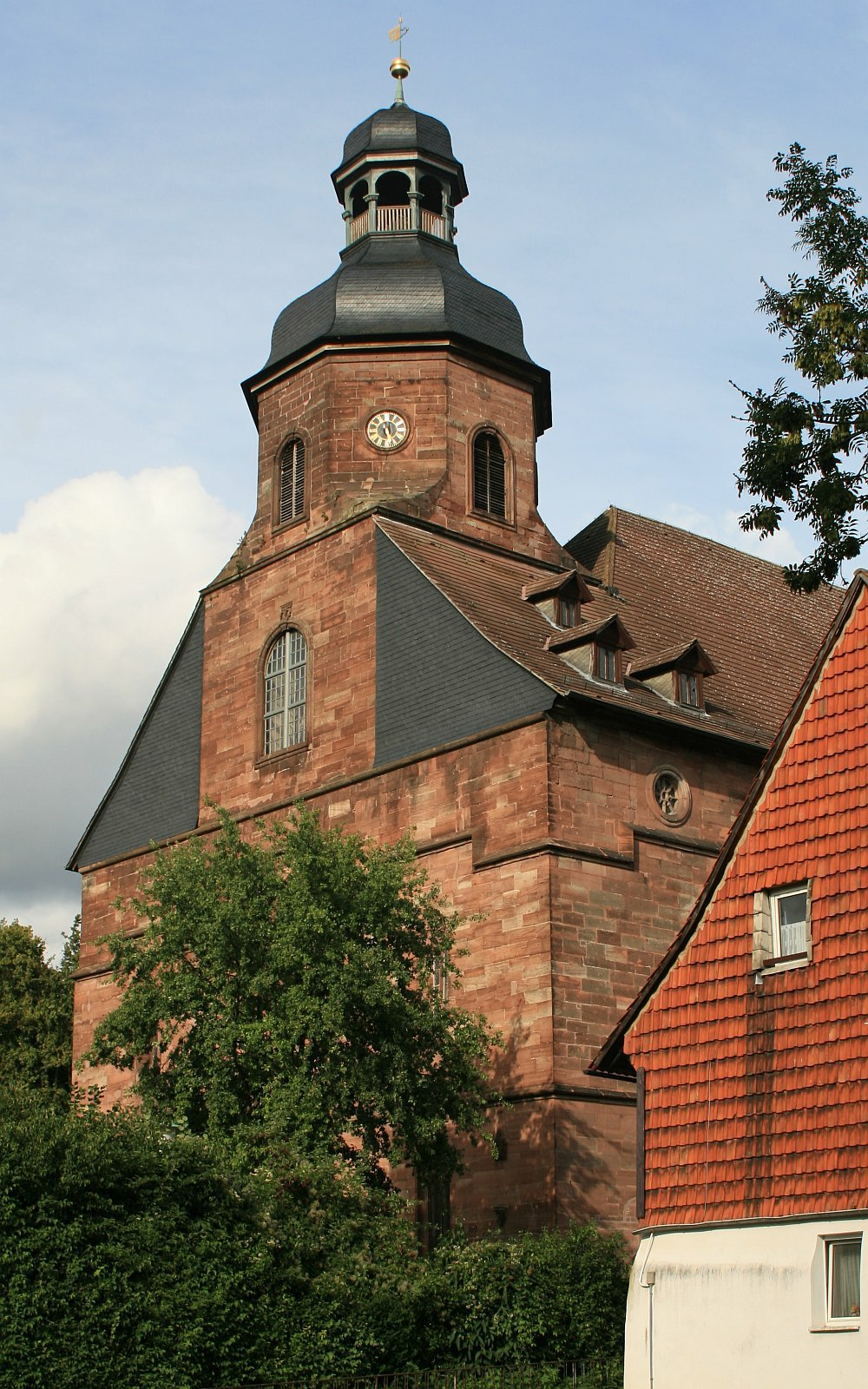
Zweigeschossige Doppelturmanlage mit barocker Turmspitze

Graf Dietrich II. und seine Frau Gertrud die Jüngere von Braunschweig gründeten um 1080 bei ihrem herrschaftlichen Gutshof Einbeck nördlich der Bachaue des Krummen Wassers ein Kollegiatstift, das sie offenbar reich mit Gütern ausstatteten – die Stiftungsurkunde ist nicht überliefert. Die ersten Stiftsgebäude und die Kirche wurden 1108 fertiggestellt. Das Patrozinium des Märtyrers Alexander von Rom ist in Niedersachsen sehr selten und lässt sich für das Einbecker Stift zum ersten Mal anhand eines Siegels aus dem frühen 13. Jahrhundert belegen.
Durch Gertruds Tochter Richenza kam möglicherweise die Reliquie des Hl. Blutes Anfang des 12. Jahrhunderts – urkundlich nachgewiesen ist sie allerdings erst 1306 – nach St. Alexandri, worauf es zu einem Wallfahrtsort wurde. Unter ihren Erben, besonders unter Heinrich dem Löwen ab 1143 und unter Heinrich Mirabilis vergrößerte sich der Einfluss des Stifts durch Grundbesitz und Privilegien, wie eigene Verwaltung und Gerichtsbarkeit, kontinuierlich. Auch räumlich war es zunächst durch die etwa 200 Meter breite Talaue des Krummen Wassers von der Anfang des 13. Jahrhunderts entstehenden Marktsiedlung getrennt.
Nach der Gründung des Herzogtums Braunschweig-Grubenhagen begann Heinrich Mirabilis mit dem Umbau der romanischen Basilika zu einer deutlich größeren, heutigen gotischen Hallenkirche. Die Bedeutung des Stifts wurde dadurch hervorgehoben, dass der Erzbischof von Mainz es um 1300 aus dem Archidiakonat Nörten ausgliederte und zum Mittelpunkt eines eigenen Diakonats machte, dem die anderen Kirchen der Stadt und der umliegenden Orte unterstellt waren. Mit maximal 18 Kanonikerstellen im späten 13. Jahrhundert war St. Alexandri eine stattliche Einrichtung.
Um 1137 ist erstmals ein Propst als Vorsteher des Stiftes St. Alexandri überliefert. Propst Ekkehard († 1165) war ein langjähriger Vertrauter der sächsischen Herzöge und für einige Jahre auch gleichzeitig Leiter der Kanzlei Kaiser Lothars von Süpplingenburg. Seit dem späten 13. Jahrhundert finden sich oft nachgeborene Söhne der Herzöge von Braunschweig-Grubenhagen als Pröpste.
Die Herzöge von Grubenhagen hatten das Recht, wichtige Ämter wie das des Propstes zu besetzen. Der Propst war zugleich Archidiakon. Er verwaltete die Güter. Die Rechtsprechung übte er aber nicht selbst aus, sondern stellte zu diesem Zweck einen Geistlichen mit dem Titel „Offizial“ ein. Der Dechant wurde vom Stiftskapitel gewählt. Das Stiftsgebiet im engeren Sinne, wegen der eigenen Gerichtsbarkeit auch Stiftsfreiheit genannt, war Exklave in dem umgebenden geistlichen Gebiet. Da es aber die Seelsorger der Umgebung unterstützte, grenzte sein Einflussbereich in diesem Sinne im Norden an die Diözese Hildesheim, im Westen an die Diözese Paderborn und im Süden an das Archidiakonat Nörten. Seine Erzpriestersitze (Sedes) waren Einbeck, Salzderhelden, Stöckheim, Markoldendorf und Greene.
Das Stift war mit zahlreichen ganzen oder anteiligen Zehntrechten begütert. Diese umfassten: 23 Hufe bei Einbeck, 49 Hufe bei Holtensen, 43 Hufe bei Edemissen, 19 Hufe bei Negenborn, 25 Hufe bei Vogelbeck, eine Hufe bei Kuventhal, eine Hufe bei Andershausen, eine Hufe bei Kohnsen sowie 62 Meierhöfe in den Ämtern Grubenhagen, Hunnesrück und Brunstein. Zudem traten die Kalandsbrüder in der Umgebung um Einbeck im Jahr 1413 ein Drittel ihres Besitzes an das Stift ab.
Das Alexander-Stift blieb zunächst katholisch, als die Stadt Einbeck 1527 zur lutherischen Lehre konvertierte, und wurde erst 1545 zwangsreformiert. Die Landesherren von Braunschweig-Grubenhagen übernahmen Propstei und Kirchenvermögen. Ein Teil der Bücher der gut bestückten Stiftsbibliothek, vorwiegend Werke der Jahrzehnte um 1500, gelangte 1831 an die Königliche Bibliothek Göttingen. Zu Beginn des Jahres 1837 ging die Stifts-Gerichtsbarkeit auf die Stadtverwaltung über, die Sonderstellung des Stiftsbezirkes innerhalb der Stadt war damit aufgehoben. Zu dieser Zeit umfasste die Stiftsfreiheit 30 Wohngebäude mit 205 Einwohnern, d. h. etwa 4 Prozent der Stadtbevölkerung. Das Stift wurde wie alle hannoverschen Männer-Stifte 1850 per Gesetz aufgelöst und das Vermögen dem Allgemeinen Klosterfonds zugewiesen. Nach einer Übergangszeit verwaltet seit 1863 bis heute die Klosterkammer Hannover das Stiftsvermögen.
Zum Stift gehörte auch seit 1209 eine in Norddeutschland berühmte Lateinschule, in der bis zur Priesterweihe ausgebildet wurde. Mitte des 18. Jahrhunderts waren allerdings die Schülerzahlen stark gesunken und durch Verlust der Lateinklasse war sie nur noch zweitklassige Elementarschule. Die Stiftschule bestand noch bis Ende 1847.

## Gebäude

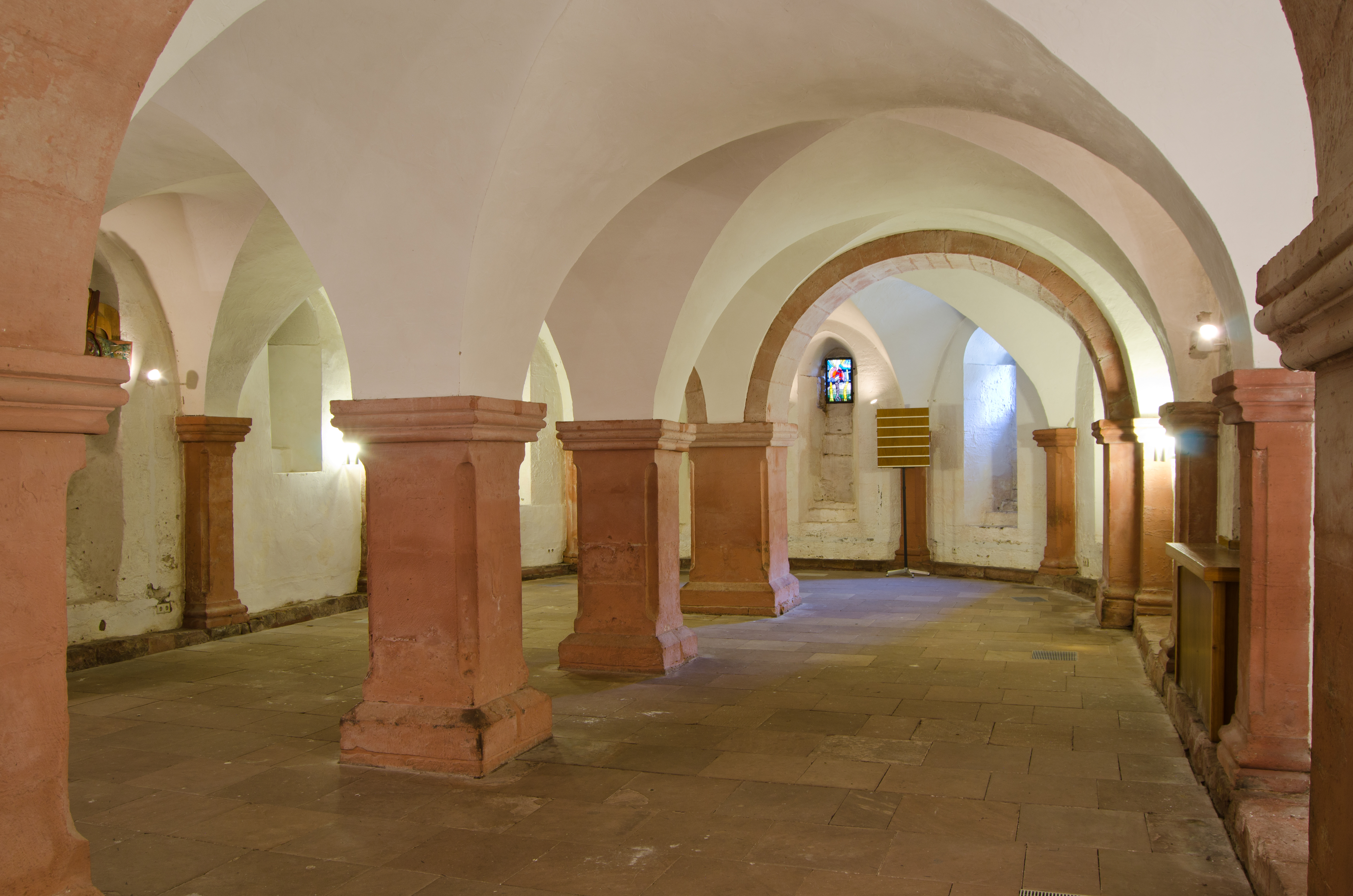
Krypta

Das Stift setzte sich aus zwei Gebäuden, der Kirche und dem Wohnhaus der Stiftsherren zusammen, die zudem ein Refektorium, einen Kapitelsaal, die Bibliothek, den Kreuzgang und eine Schule beinhalteten. Der Innenhof des Kreuzgangs war zugleich der Friedhof. Am 26. Juli 1540 wurden die meisten Gebäude durch einen Brand vernichtet. Die südlich des Kirchengebäudes gelegenen Stiftsgebäude mit der Schule und Bibliothek sowie der westliche Teil des Kirchendachs und die Orgel verbrannten. Nur die Kirche und das Kapitelhaus überstanden das Feuer, doch wurde Letzteres 1873 abgebrochen.
Teile des ursprünglichen Kirchengebäudes wurden 1975 bei der Anlage einer Fußbodenheizung in der heutigen Münsterkirche entdeckt. Es handelte sich bei dem Vorgängerbau um eine dreischiffige Basilika mit östlichem Querhaus und einem querrechteckigen Westbau, der von zwei Rundtürmen flankiert wurde. Im Zusammenhang mit der Sanierung fand man in besonderer Lage in der Mittelachse des Querhauses ein steingefasstes Grab, das als Grablege des Stifters Graf Dietrich II. angesehen werden kann. Im nördlichen Querhaus fand sich das Grab des am 3. September 1153 im Exil in Einbeck verstorbenen Mainzer Erzbischofs Heinrich I.
Der Aus- und Neubau in der Regierungszeit von Heinrich Mirabilis stand vermutlich in Zusammenhang mit der zunehmenden Bedeutung als Wallfahrtsstätte und mit der Wahl St. Alexandris als herzoglichem Bestattungsplatz. Um 1290 wurde im Osten der Stiftskirche mit dem Neubau eines gotischen Chores aus Buntsandstein und, für eine gotische Kirche ungewöhnlich, einer darunter liegenden Krypta begonnen. Das alte Langhaus wurde zunächst noch weitergenutzt, während in den folgenden 200 Jahren darum eine größere Hallenkirche von 74 m Länge entstand. Das Mittelschiff hat die doppelte Breite eines Seitenschiffes. Die Querhäuser entstanden im 14. Jahrhundert. An den Baumaßnahmen am Schiff war der Baumeister Molderam beteiligt. Die Fenster waren wahrscheinlich bunt verglast. Von den einst vorhandenen Kapellen sind noch drei erhalten, darunter die Blutskapelle an der Ostwand des südlichen Querschiffarms. Erst nach längerer Unterbrechung wurde eine größere Doppelturmanlage im Westen errichtet, die allerdings 1506 auf Höhe der Langhauswände mit provisorischer Errichtung eines Glockenstuhls eingestellt wurde. Erst 1735 wurde der heutige barocke Turmaufsatz errichtet.

## Ausstattung der Kirche
Durch die bedeutende Heilig-Blut-Reliquie und die damit verbundene Wallfahrt im Mittelalter war die Ausstattung von St. Alexandri überdurchschnittlich reichhaltig. So sollen 22 gemalte Tafelaltäre und zahlreiche Altarschreine sowie Antependien vorhanden gewesen sein.

### Chorgestühl

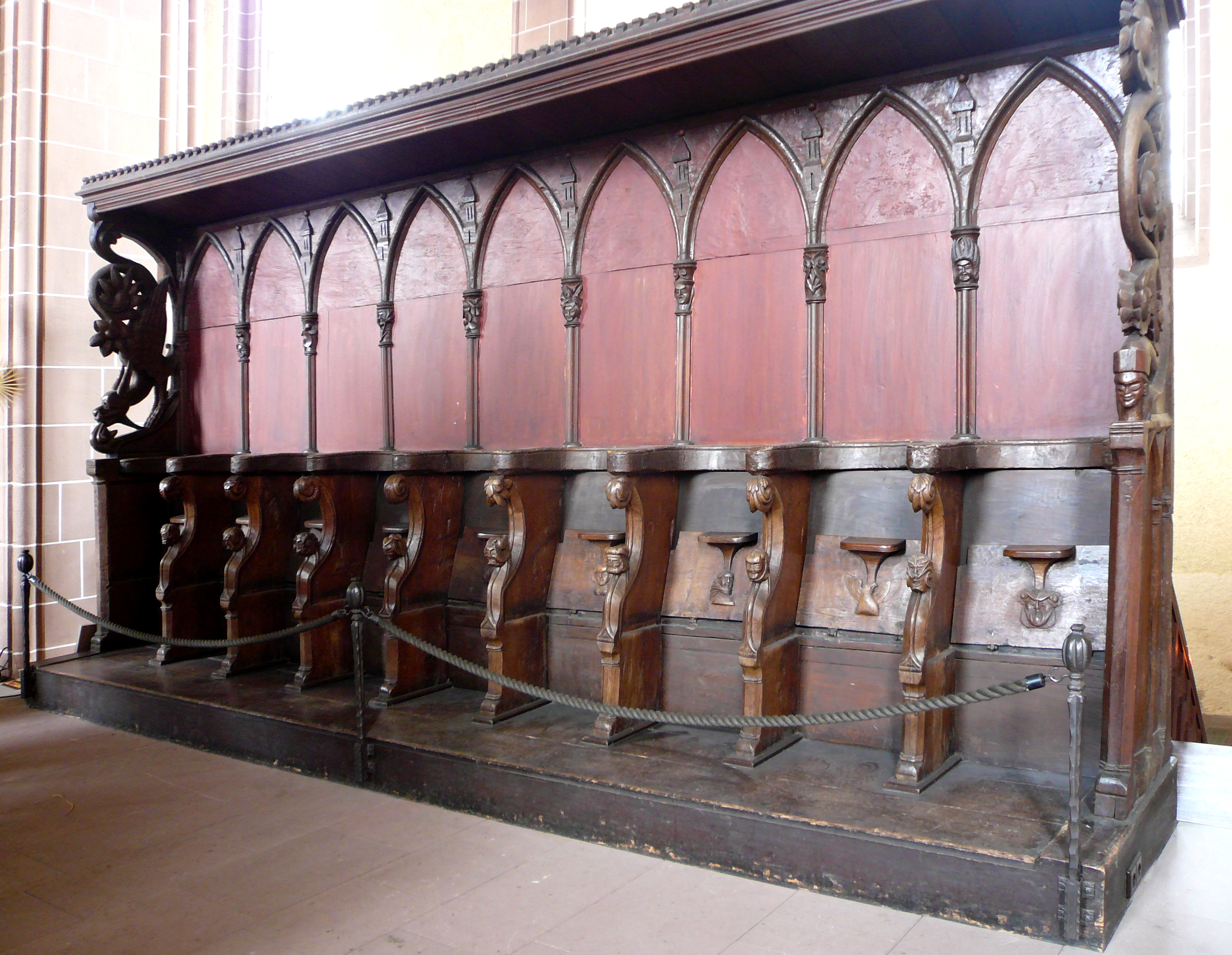
Teil des geschnitzten Chorgestühls von 1288

Das aus Eichenholz gefertigte, zweiteilige Chorgestühl ist durch eine lateinische Inschrift auf das Jahr 1288 datierbar und damit das älteste datierte Chorgestühl in Deutschland. Die Inschrift lautet: ANNO D(OMI)NI MCC LXXXVIII DVX HENRICVS HAS SEDES ORDINAVIT (Im Jahre des Herrn 1288 hat Herzog Heinrich diese Sitze gestiftet). Es weist mit dem um 1284 geschaffenen Chorgestühl aus dem ehemaligen Kloster Pöhlde eine enge stilistische Übereinstimmung auf. Wahrscheinlich waren am Einbecker Gestühl mehrere Meister, wahrscheinlich Steinmetze, tätig, da in der Qualität der Darstellung der geschnitzten Gesichter Unterschiede vorhanden sind.
Das Chorgestühl ist in fast ursprünglichem Zustand erhalten, nur der dachförmige, mit einem Zinnenkranz versehene Abschluss und ein Teil der mit einem rautenförmigen Muster bemalten Rückwand sind neu. Es besteht aus zwei Teilen mit jeweils neun Sitzen auf einer Länge von 5,79 m zwischen hohen Außenwangen. Zwischen den Sitzen befinden sich Trennwände. Die Vorderseite jeder Trennwand ist im unteren Teil mit geschnitzten Säulen mit Basis und Kapitell gestaltet. Darüber weicht die Trennwand halbkreisförmig zurück und endet in einem Blattknauf, auf dem die Armlehne ruht. An jedem dieser Bögen befindet sich ein zusätzlicher Blattknauf, der beim Aufstehen als Stütze dienen sollte. Jeder Knauf ist zu einem individuellen, ausdrucksstarken Kopf ausgearbeitet. Auch die Miserikordien weisen (bei hochgeklappten Sitzen) individuell geschnitzte menschliche Köpfe auf. Auffällig sind Blattornamente, die oft aus Mund, Augen, Nase und Stirn hervorwachsen. Die Abschlusswangen zeigen Rankenwerk, das in drachen- und schlangenähnlichen Gebilden endet. Eine der Ranken wächst aus einem jugendlichen Kopf mit einem Fürsten- oder Grafenhut. Es könnte sich dabei um ein Abbild des Stifters Herzog Heinrich handeln.

### Radleuchter

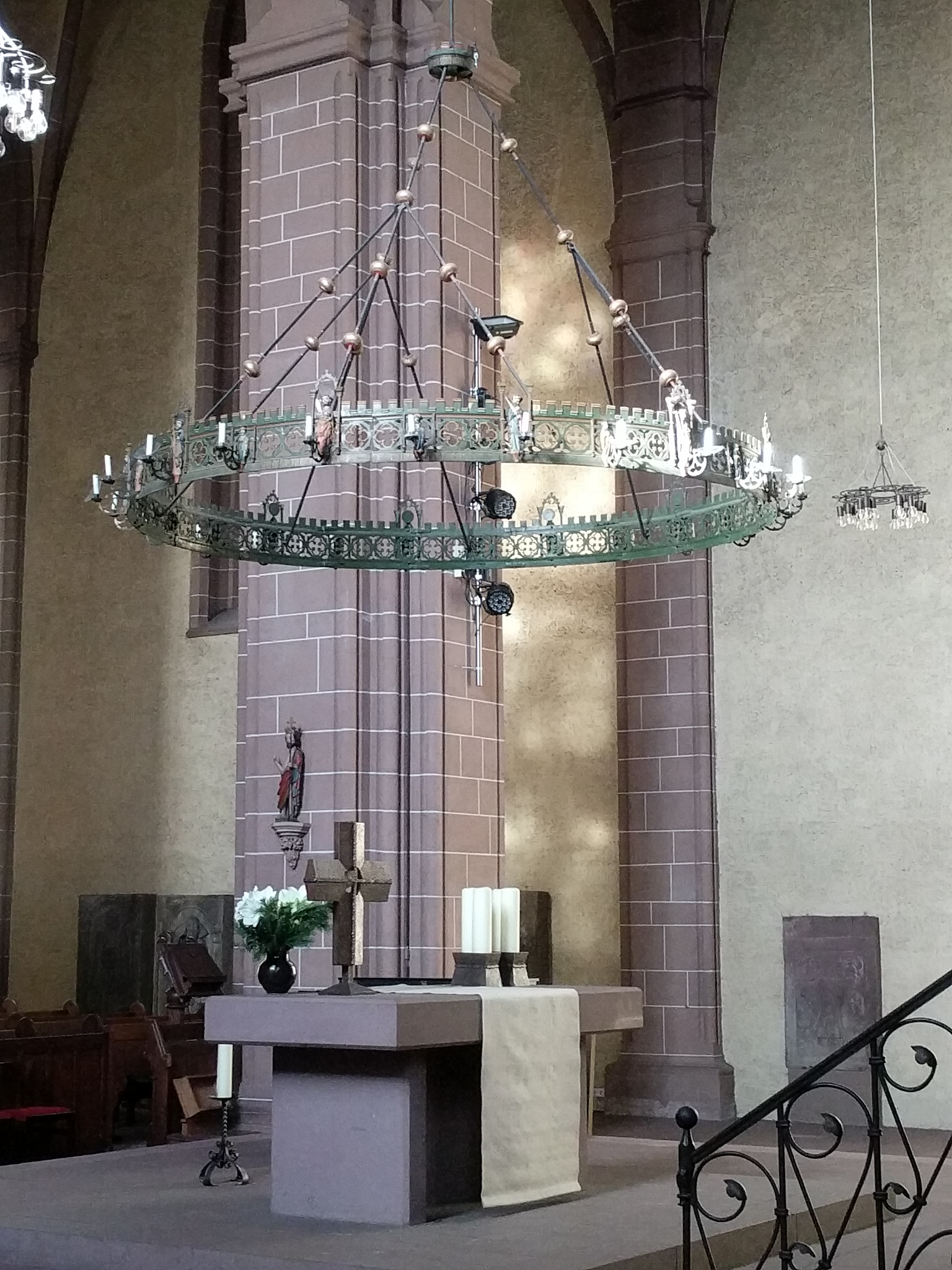
Spätgotischer Radleuchter

Über dem heutigen Hauptaltar hängt ein spätgotischer Radleuchter aus Messing mit einem Durchmesser von etwa 3,25 m, als Abbild des „Himmlischen Jerusalem“ mit seinen zwölf Toren. Auf der Inschrift auf der Halterungskrone steht das Jahr 1420. Der Kanoniker Degenhard Ree soll den Radleuchter gestiftet haben. Aufgrund der stilistischen Ähnlichkeit, vor allem auch der Inschriften, wird er demselben Künstler zugewiesen, wie das Taufbecken. Die Komposition soll auf ein nicht erhaltenes Vorbild im Kloster Pöhlde zurückgehen. Im Wechsel sind die zwölf Apostel unter den Torbögen und etwas kleiner die zwölf Propheten des Alten Testaments dargestellt; vor jeder Figur befindet sich ein Kerzenhalter. Wahrscheinlich sind im Laufe der Zeit einige Figuren bzw. deren Heiligenscheine vertauscht worden. Zu Füßen der Apostel steht jeweils ein Teil des Apostolischen Glaubensbekenntnisses in lateinischer Sprache.
Der Radleuchter ist heute von einer dicken Farbschicht überzogen. Es ist unbekannt, welche Werkstatt ihn geschaffen hat oder ob er von Anfang an bemalt war.

### Taufbecken

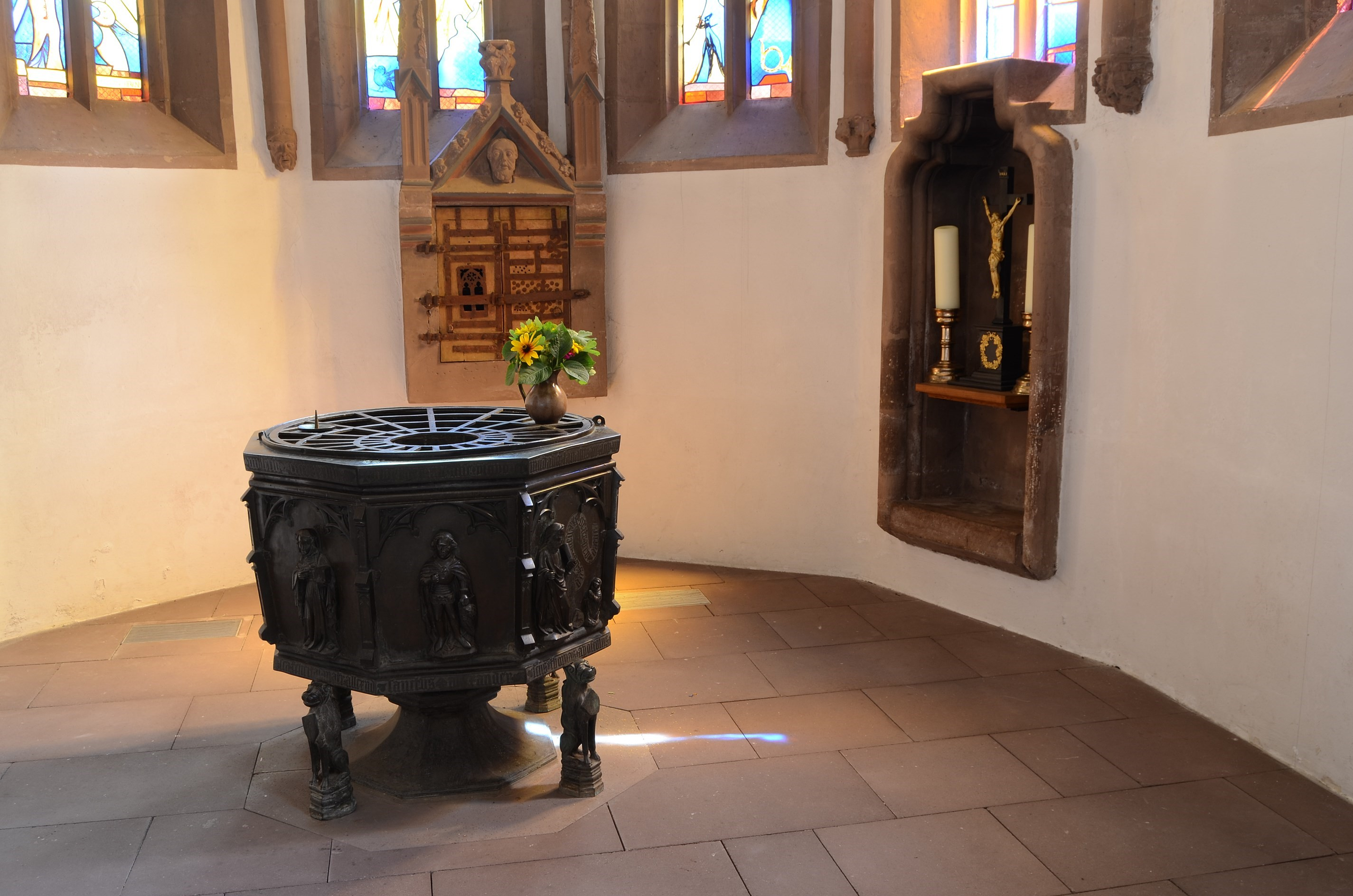
Taufbecken

Ein bronzenes Taufbecken, das heute in der Heilig-Blut-Kapelle steht, ist ebenfalls von Degenhard Ree 1427 gestiftet worden. Das Taufbecken stand bis zum 19. Jahrhundert im Westen der Kirche. Auf einem kräftigen Mittelfuß, gestützt von vier Löwen mit Wappenschilden vor der Brust, ruht ein achteckiger Taufkessel. Acht Felder, durch gotische Pfeiler getrennt, zeigen Christus, die Rechte segnend erhoben, in der linken die Weltkugel haltend, die Gottesmutter Maria, Johannes den Täufer, die Jünger Johannes und Petrus (zu dessen Füßen der Name des Gießers Regnerus Hennyngus), den Hl. Alexander und neben ihm seine Mutter, die Hl. Felicitas sowie den Hl. Thomas (vor ihm kniend den Stifter des Taufbeckens mit Jahreszahl 1427). Um den oberen Rand verlaufen die Verse 9 und 10 des 51. Psalms.

### Heilig-Blut-Kapelle

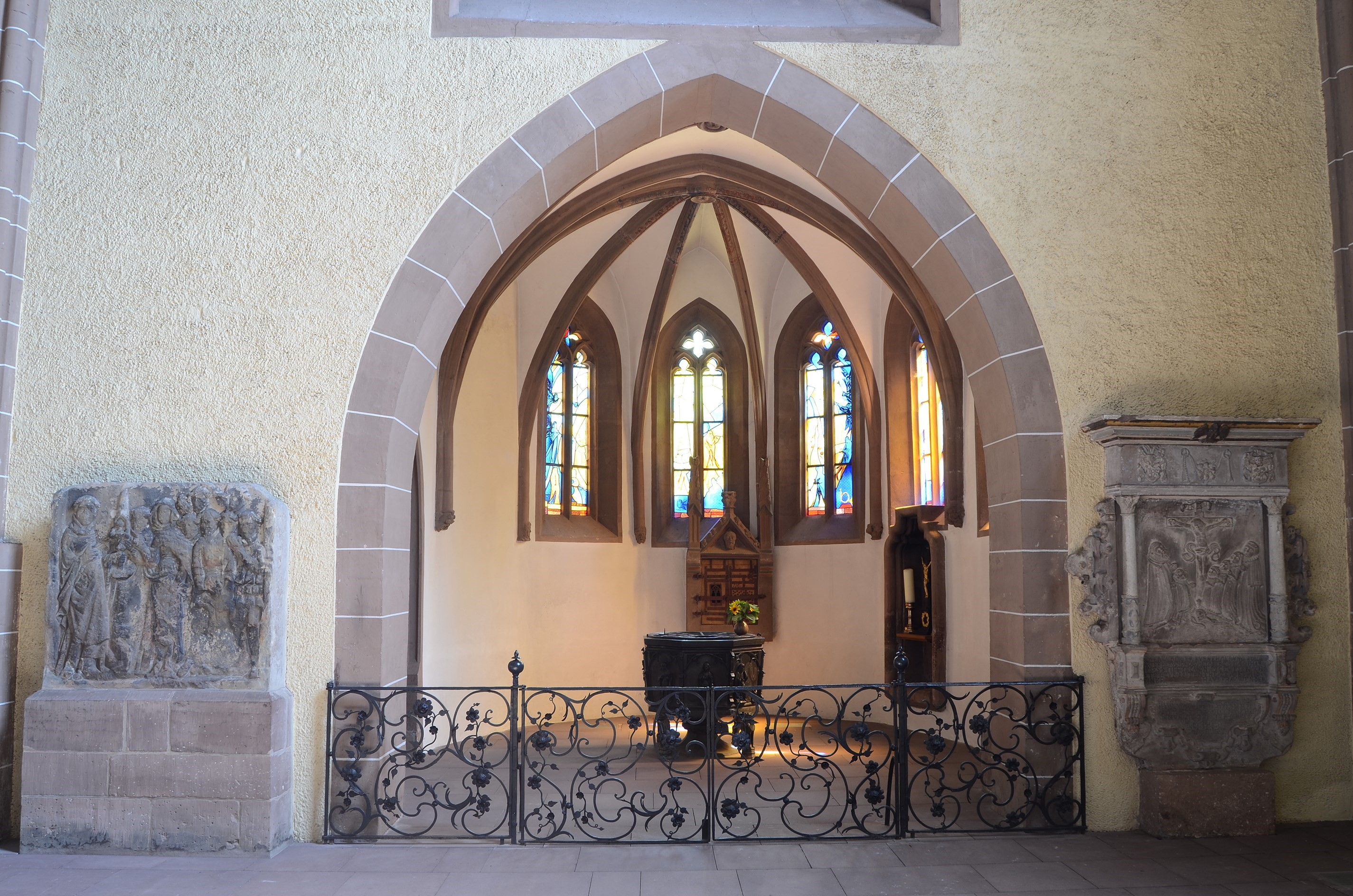
Heilig-Blut-Kapelle mit Taufbecken und Sakramentshäuschen

Im südöstlichen Teil, unweit des Chores befindet sich die Heilig-Blut-Kapelle aus der zweiten Hälfte des 14. Jahrhunderts, in der sich in einem Goldkelch mit Deckel, der als geflügelte Engelsfigur gearbeitet war, auf einem Leinentuch einige Blutstropfen Christi befunden haben sollen. Zur Aufbewahrung der Reliquie diente ein noch vorhandenes vergittertes Sakramentshäuschen. Die Reliquie wurde 1675 vom damaligen Landesherren Herzog Johann Friedrich übernommen und ist heute verschollen.
Die 70 cm hohe, geschnitzte Salvatorfigur (um 1400), die sich heute am Pfeiler gegenüber der Kanzel befindet, stand wahrscheinlich ursprünglich in der Wandnische rechts vom Reliquienschrank. Der Salvator gehörte zur Heiligblutverehrung.
Mit der Heiligblutreliquie in Zusammenhang steht möglicherweise auch das stark verwitterte Sandsteinrelief links vom Eingang der Kapelle.
In den 30er Jahren des 16. Jahrhunderts schuf Lucas Cranach d. Ä. für die Heilig-Blut-Kapelle einen Altar, der für die Aufnahme der Heilig-Blut-Reliquie bestimmt war. Die Mitteltafel zeigt die Kreuzigung, die beiden inneren Seitentafeln die Heiligenfiguren Alexander und Felicitas, während die äußeren Seitentafeln Martyrienszenen zeigen. Der Flügelaltar blieb ebenfalls bis 1675 in St. Alexandri, obwohl das Stift 1545 zum lutherischen Glauben übergetreten war, und befindet sich heute in der Kreuzkirche in Hannover.

### Weitere Einrichtung und Kunstwerke

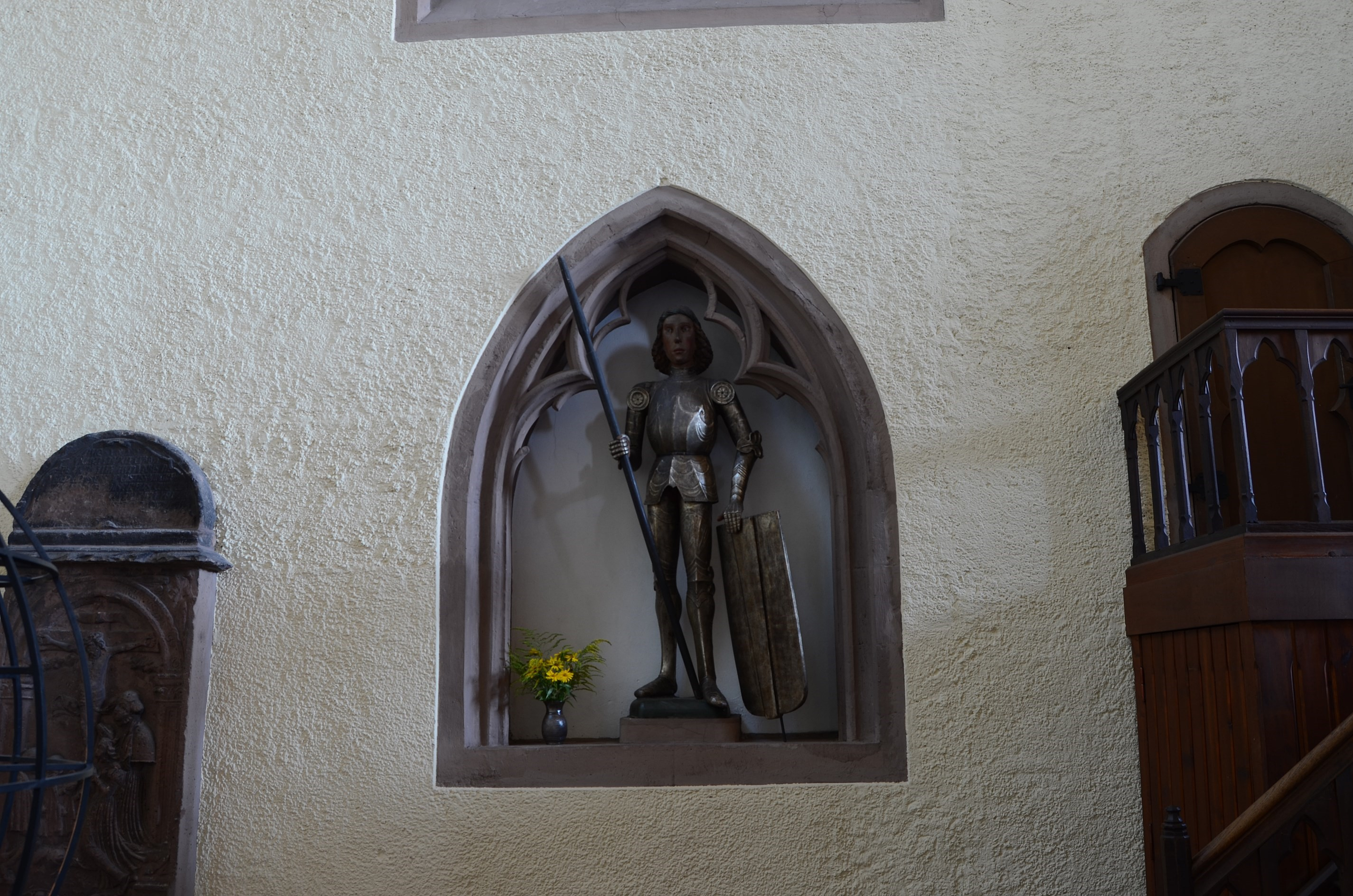
Holzfigur des Schutzpatrons Hl. Alexander

- Flügelaltar des Malers Hans Raphon (um 1500), heute im Landesmuseum Hannover
- Marienaltärchen vom Schnitzer Bartold Kastrop (um 1500), heute im Landesmuseum Hannover
- flügelloster Marienaltar von einem unbekannten Meister (um 1500), der Maria mit Kind auf einer Mondsichel und die Nothelfer St. Vitus und St. Erasmus zeigt
- lebensgroße, farbige Holzfigur des Hl. Alexander in Ritterrüstung mit Lanze und Schild (um 1500) im nördlichen Querhaus in einer Nische
- in einer Vitrine die Reste des Kirchengrabs des 1153 in Einbeck verstorbenen Erzbischofs Heinrich von Mainz mit hölzernem Krummstab, Stoffresten aus golddurchwirkter Seide und einer Bleitafel mit Inschrift
- zahlreiche Epitaphien bedeutender Personen des Stiftes bzw. Patrizier der Stadt, die heute in der Kirche aufgestellt sind, u. a.
  - Grabplatte für den Propst des Stifts Johann von Braunschweig-Grubenhagen († 1367), Sohn Herzog Heinrichs von Braunschweig (des Wunderlichen) und seiner Gemahlin Agnes, Tochter des Markgrafen Albrecht von Meißen. Die Platte besteht aus Bronzeguss und misst 202 × 70 cm. Als Hochrelief gebildet findet sich darauf der Dompropst dargestellt. Inschrift und Wappen verweisen auf seine adelige Herkunft.[13]
  - kleine Bronzetafel des aus Einbeck stammenden Patriziers und Kanonikers Otto Ernst († 1495); u. a. 1476 Rektor an der Universität Rostock.
  - Epitaph des Kanonikers Hildebrand von Uslar von 1559[14]
  - Epitaph des Kanonikers Meinberg von 1605, der 43 Jahre Kanoniker des Stiftes war
  - Grabplatten des Stiftspredigers und Kanonikers Ernst Sonnemann, Herausgeber des ersten Lüneburger evangelischen Gesangbuches und dessen Ehefrau
- neugotischer Hochaltar und Kanzel sowie die Buntverglasung der Apsis aus der Mitte des 19. Jahrhunderts
- in der Krypta das Altarretabel und neun farbige Glasfenster in mittelalterlicher Technik des einheimischen Künstlers Günter Wilhelms

### Weitere Kapellen und Altäre

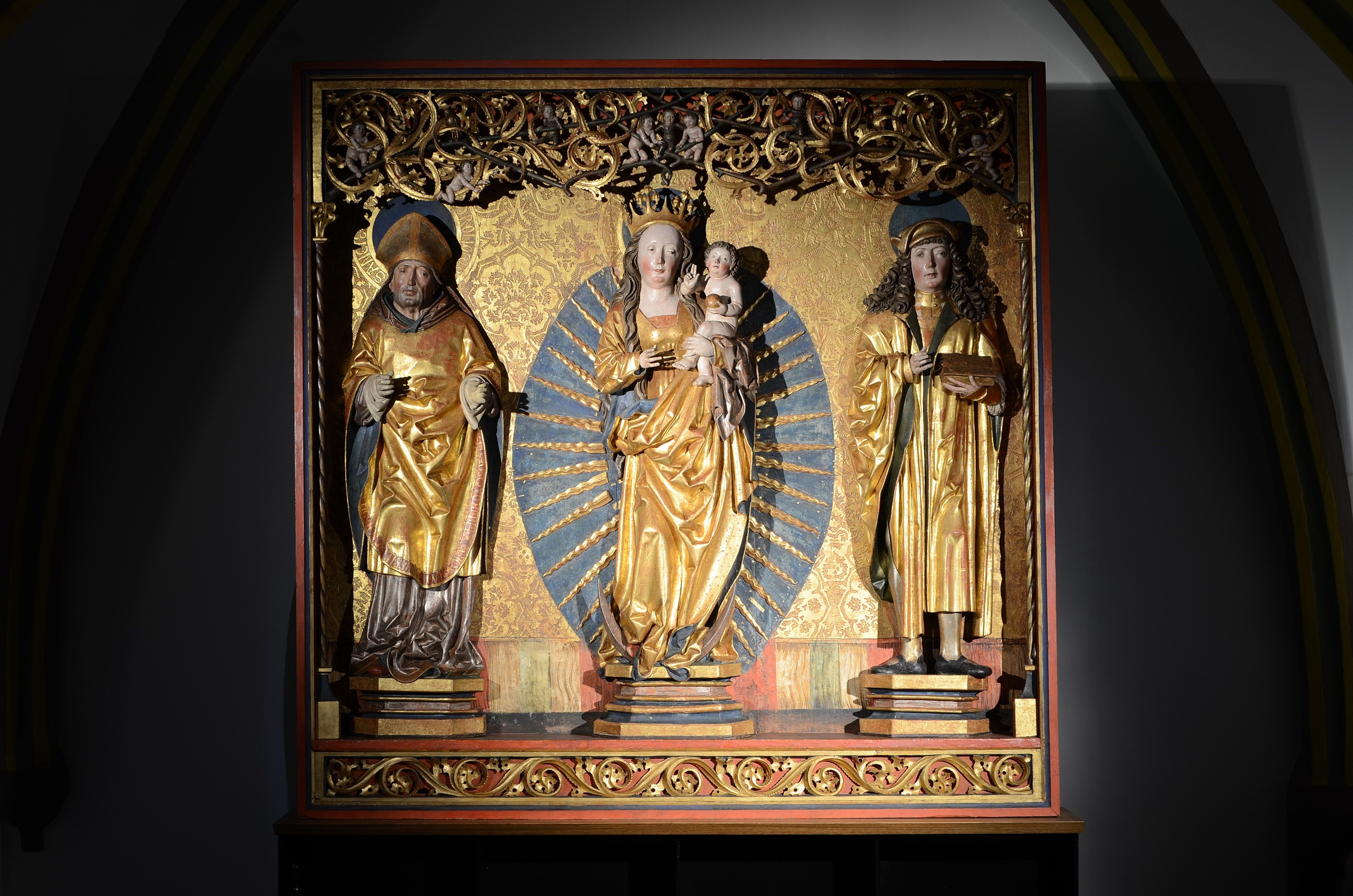
Marienaltar in der Thomaskapelle

- Die Kluft oder Gruft (crypta) unter dem Chor ist das älteste Denkmal Einbecks, da es aus der ursprünglichen Stiftskirche stammt. Sie hatte 3 Altäre: St. Nicolai, Altar der heiligen Lucia und Margaretha und Altar zur Ehre der 11000 Jungfrauen.
- heilige Blutskapelle mit Altar im südöstlichen Kirchenteil (s.o). 1489 gestattete Bischof Julian von Ostia, dass der goldene Kelch mit dem Blut des Erlösers in Prozessionen durch Einbeck getragen werden durfte.
- St. Thomas-Kapelle mit Altar an der nördlichen Kirchenseite
- St. Johannis-Kapelle mit Altar im Kreuzgang

Die Altäre in der Stiftskirche selbst hießen:
- St. Cyriaki
- St. Georgii
- St. Petri und Pauli
- Altar der heiligen Jungfrau
- St. Theobaldi
- Altar der heiligen Dreifaltigkeit
- St. Annä, 1475 gestiftet von Dieterich Leseberg, Dechant des Marienstiftes
- St. Jacobi, Johannis und Andreä
- St. Michaelis
- Altar zur Ehre Gottes, der heiligen Jungfrau Maria, des heiligen Andreas, Laurentius, Liborius
- Altar der heiligen Margaretha
- Altar der heiligen Dreifaltigkeit, des heiligen Kreuzes, der heiligen Jungfrau Maria (er stand in der Nähe des Turmes)

### Orgel

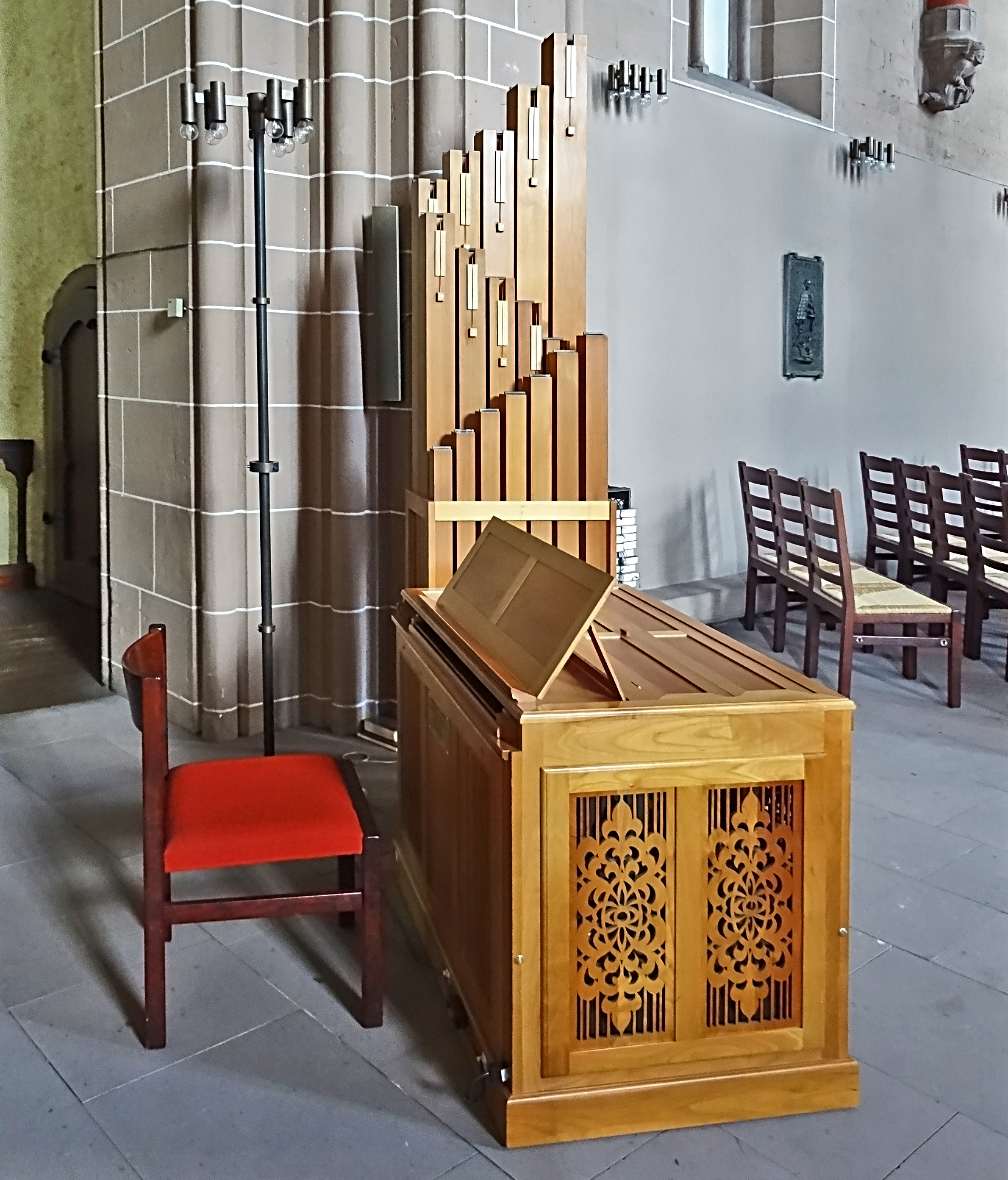
Chororgel

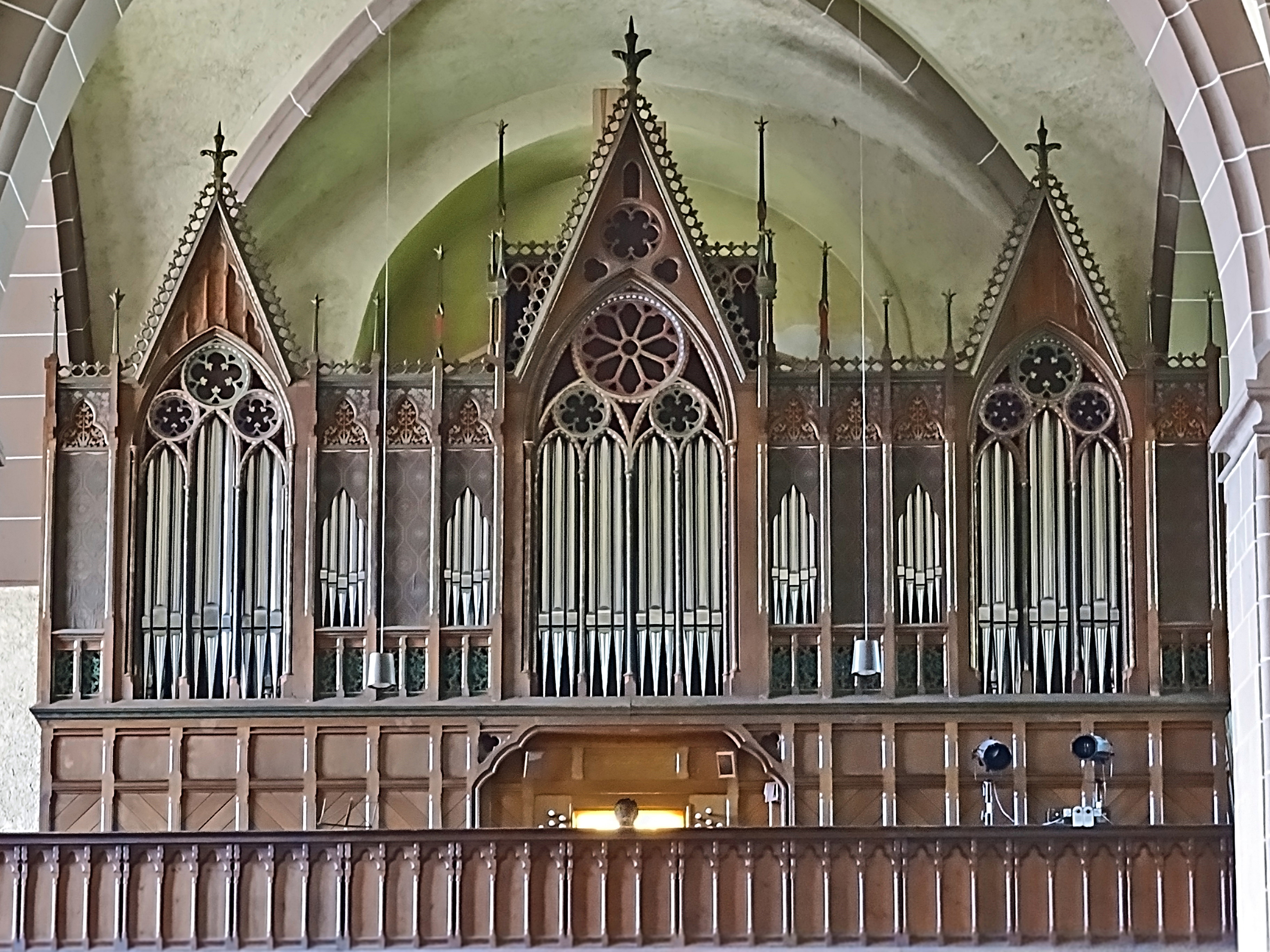
Hillebrand-Orgel

Eine ehemals an der Westseite der Kirche schwebende Orgel soll beim großen Stadtbrand 1540 vernichtet worden sein. Von 1732 ist eine Orgel von Christian Vater aus Hannover mit 33 Registern auf dem Hauptwerk, dem Rückpositiv und dem Pedal belegt. Nach einer neugotischen Umgestaltung der Kirche wurde im Jahr 1866 auch die Orgel durch Carl Giesecke unter Verwendung der originalen Pfeifen umgestaltet und erhielt einen neuen Prospekt. Weitere Um- und Ausbauten der Orgel erfolgten 1934 und 1984. 1999 kam eine zweite kleine Orgel mit vier Registern als Chororgel hinzu.
2008 wurde eine neue Hauptorgel eingeweiht. Das Instrument stammt von dem Orgelbauer Martin Hillebrand in Altwarmbüchen. Es hat 37 Register auf zwei Manualen und Pedal. Die Spiel- und Registertrakturen sind mechanisch.
| I Hauptwerk C–g3 |            |       |
| 01.              | Principal  | 16′   |
| 02.              | Octave     | 08′   |
| 03.              | Gedact     | 08′   |
| 04.              | Gamba      | 08′   |
| 05.              | Hohlflöte  | 08′   |
| 06.              | Octave     | 04′   |
| 07.              | Gemshorn 0 | 04′   |
| 08.              | Quinte     | 2 ⁄3′ |
| 09.              | Octave     | 02′   |
| 10.              | Cornet III |       |
| 11.              | Mixtur IV  |       |
| 12.              | Scharf III |       |
| 13.              | Fagott     | 16′   |
| 14.              | Trompete   | 08′   |

| II Hinterwerk (schwellbar) C–g3 |                    |        |
| 15.                             | Bordun             | 16′    |
| 16.                             | Geigenprinzipal    | 08′    |
| 17.                             | Lieblich Gedackt 0 | 08′    |
| 18.                             | Unda maris         | 08′    |
| 19.                             | Fugara             | 08′    |
| 20.                             | Principal          | 04′    |
| 21.                             | Flaut travers      | 04′    |
| 22.                             | Nasat              | 2 ⁄3′  |
| 23.                             | Octave             | 02′    |
| 24.                             | Terz               | 1 3⁄5′ |
| 25.                             | Quinte             | 1 ⁄3′  |
| 26.                             | Mixtur III         |        |
| 27.                             | Oboe               | 08′    |
|                                 | Tremulant          |        |

| Pedal C–f1 |                  |         |
| 28.        | Principalbass    | 16′     |
| 29.        | Subbass          | 16′     |
| 30.        | Violonbass       | 16′     |
| 31.        | Quintbass        | 10 2⁄3′ |
| 32.        | Octavbass        | 08′     |
| 33.        | Gedacktbass      | 08′     |
| 34.        | Octave           | 04′     |
| 35.        | Rauschpfeife III |         |
| 36.        | Posaunenbass     | 16′     |
| 37.        | Trompetenbass 0  | 08′     |

- Koppeln: II/I, I/P, II/P
- Nebenregister: Zimbelstern

### Glocken
Im Turm der Münsterkirche befinden sich fünf Glocken aus Bronze, davon sind drei Läuteglocken (1–3) und zwei Schlagglocken (I und II).
| Glocke | Gussjahr | Gießer                     | Schlagton |
| ------ | -------- | -------------------------- | --------- |
| 1      | 1699     | C. L. Meier, Hannover      | c′        |
| 2      | 1928     | F. Otto, Bremen-Hemelingen | es′       |
| 3      | 1958     | Gebrüder Rincker, Sinn     | f′        |
|        |          |                            |           |
| I      | 1601     | Friedrich Bilefeldt        | g′        |
| II     | um 1280  |                            | g″        |

Die Läuteglocke 2 hing früher in der Servatiuskirche in Duderstadt und wurde 1957 von dort erworben. Die Schlagglocke I aus dem Jahr 1601 war früher als Läuteglocke in Gebrauch und trägt die Inschrift: SAN(CTVS) · ALEXSANDER · M(EISTER) FREDDERICH BILEFELDT HADT MICH GEGOSEN · IN GODES NAMEN BIN ICH DVRICH DAS FVIER GEFLOSEN.

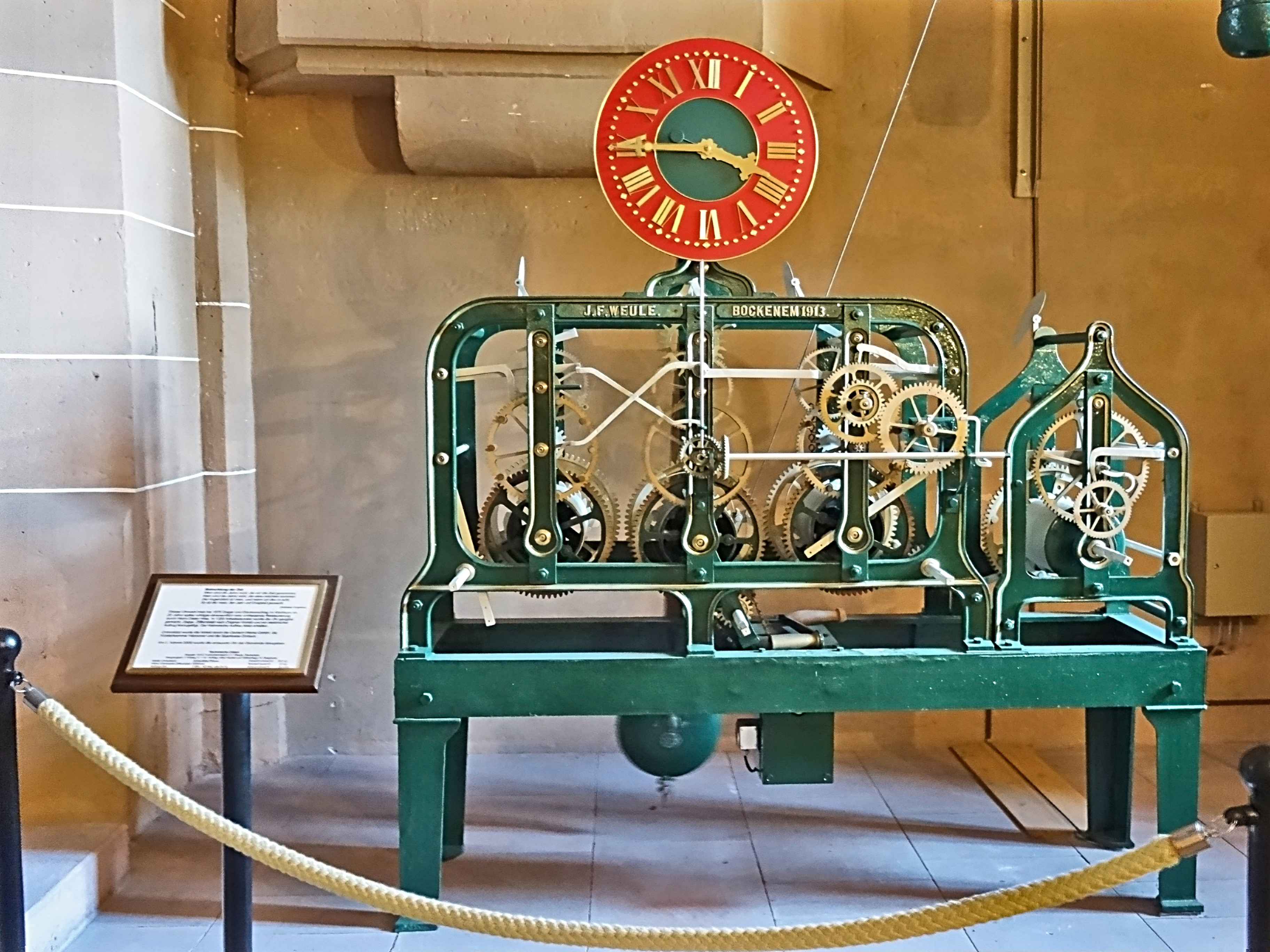
Weule-Turmuhrwerk

### Turmuhr
Das im Eingangsbereich stehende Turmuhrwerk von Turmuhrenfabrik J.F. Weule trieb bis 1975 Zeiger und Glockenschlag im Kirchturm an. 25 Jahre später wurde es ehrenamtlich umfassend restauriert und mit elektrischem Aufzug nachgerüstet der Gemeinde übergeben.